# Glaphyra alashanica
Glaphyra alashanica är en skalbaggsart som först beskrevs av Semenov och Plavilstshikov 1936.  Glaphyra alashanica ingår i släktet Glaphyra och familjen långhorningar. Inga underarter finns listade i Catalogue of Life.